# Menoceras
Genre
Synonymes
- Moschoedestes Stevens, 1969[1]
- Diceratherium cooki
- Diceratherium arikarense

Menoceras (« Cornes croissant ») est un genre fossile de petits rhinocéros endémiques de la majeure partie du sud de l'Amérique du Nord et qui s'étendaient aussi loin au sud que le Panama au début du Miocène. Ces espèces ont vécu d'environ 30,7 à 19,7 Ma, soit environ onze millions d'années.

## Description

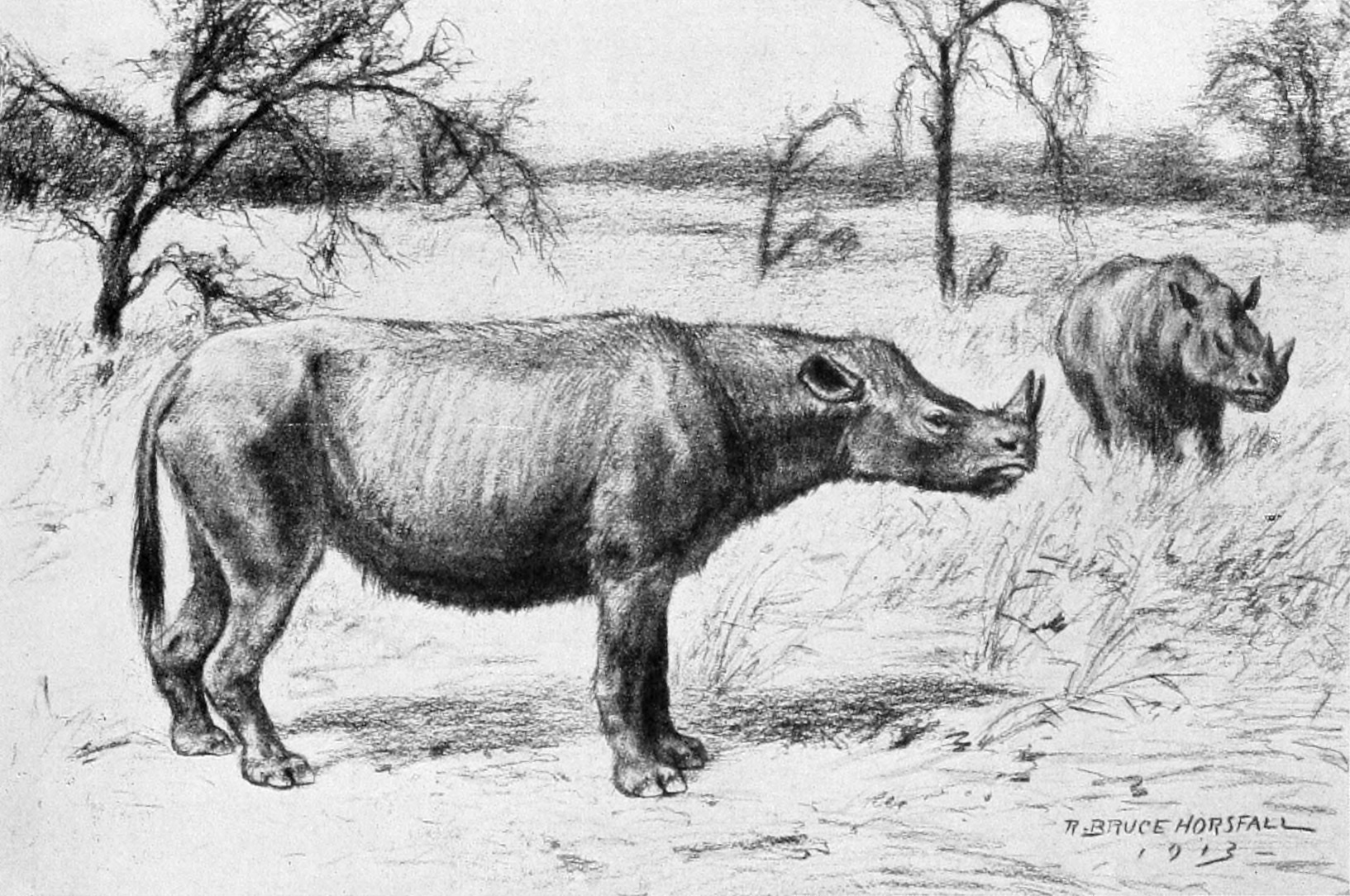
Vue d'artiste de M. arikarense.

Le mâle Menoceras arborait deux cornes côte à côte au bout du nez, tandis que les femelles étaient sans cornes. Tous les autres genres de rhinocéros, à l'exception du genre apparenté Diceratherium, ont leurs cornes disposées les unes derrière les autres. Les deux sexes de Menoceros ont atteint une longueur de 1,5 mètre de long.

## Paléobiologie
Menoceras parcourait un environnement tropical de prairies et de plaines ressemblant à la savane qui couvrait une grande partie de l'Amérique du Nord. En raison des accumulations massives d'os fossiles de cet animal, en particulier à Agate Springs Nebraska, Menoceras peut avoir vécu dans de grands troupeaux. D'autres sites incluent le site de Martin-Anthony dans le comté de Martin, en Floride, et la carrière de chevaux de Cady Mountains, dans le comté de San Bernardino, en Californie.

## Liste des espèces
Selon GBIF (8 août 2023) :
- Diceratherium arikarense (Barbour, 1906)
- Diceratherium barbouri (Wood, 1964)

## Classification

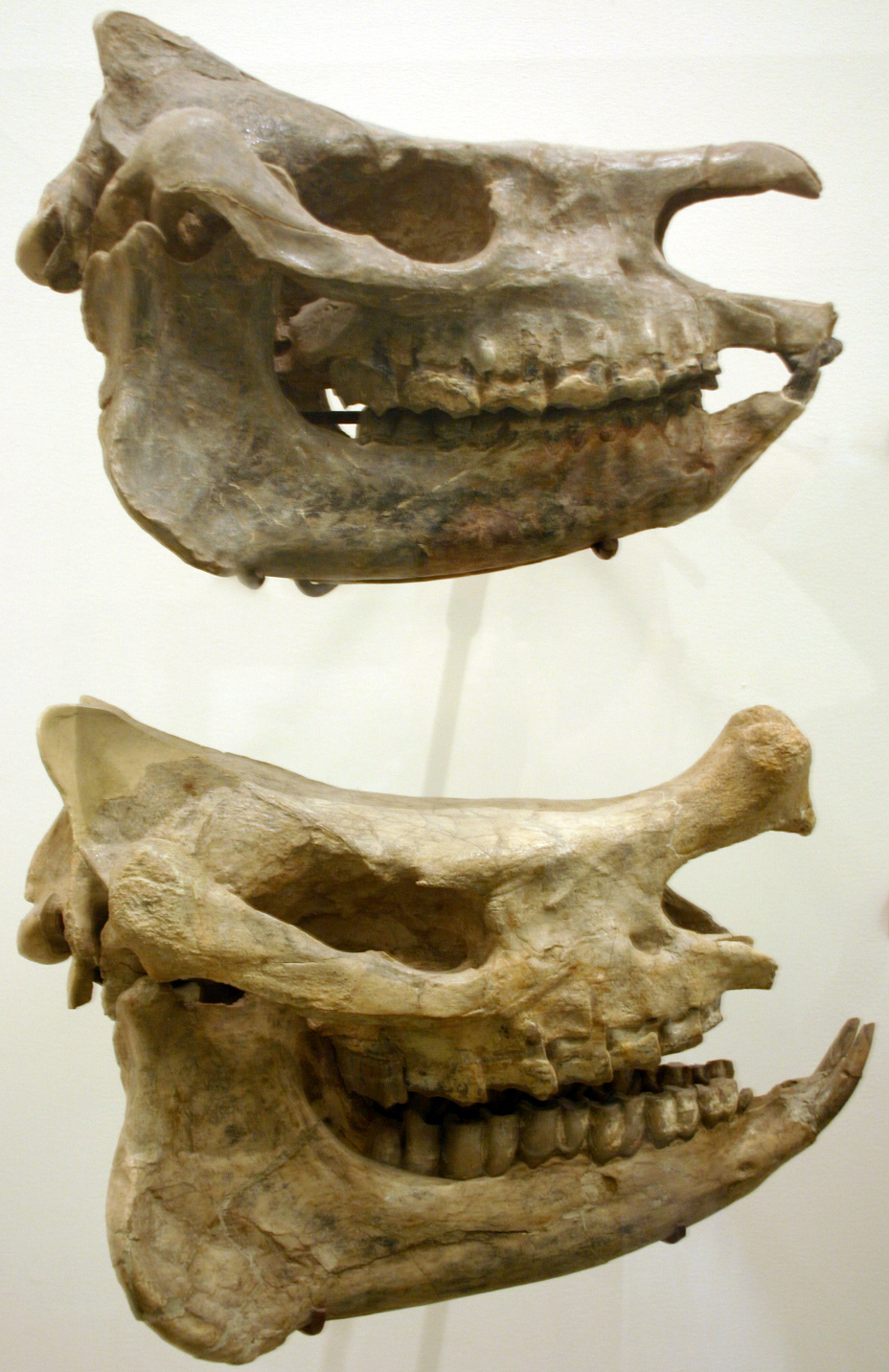
Crânes d'une femelle et d'un mâle de M. arikarense.

Menoceras a été nommé par Troxell et attribué aux Rhinocerotidae en 1921. Il a été synonymisé subjectivement de Diceratherium par Matthew en 1931 et Wood en 1964. De nouveau attribué aux Rhinocerotidae par Prothero, Guerrin, Manning en 1989. Tanner (1969), Wilson et Schiebout (1981), Prothero et Manning (1987), Carroll (1988) et Prothero et al. (1989) ; et à Menoceratinae par Prothero (1998).

### Répartition des fossiles

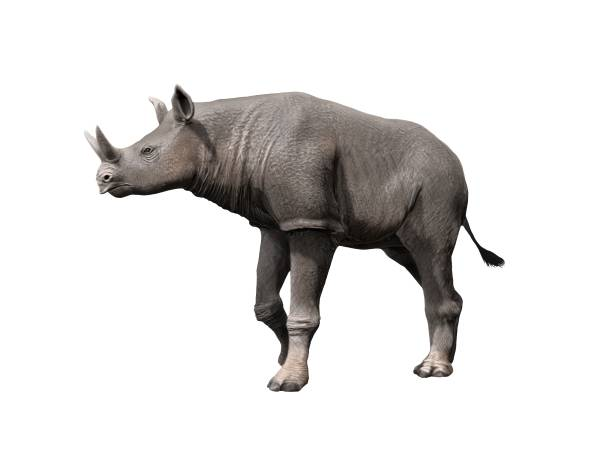
Reconstitution de M. barbouri.

La répartition des fossiles s'étend au nord jusqu'au New Jersey, au sud jusqu'en Floride (trois collections) et au Texas (six collections), à l'ouest jusqu'au Nebraska (sept collections) et en Californie (deux collections).
La découverte panaméenne a été déterminée à 19,7 Ma (AEO). Il a été trouvé dans la coupe Gaillard au Panama dans « une section de 45 m d'épaisseur (intervalle stratigraphique étroit) ». Il a été déposé à la Smithsonian Institution, Washington, D.C. Autres sites :
- Lay Ranch Beds, comté de Goshen, Wyoming, un gisement de plusieurs carnivores et herbivores ;
- Agate Springs Quarries, comté de Sioux, Nebraska, un gisement d'herbivores et de carnivores du Miocène tels que Moropus elatus, Cynelos, Cephalogale et un certain nombre d’Artiodactyles ;
- Martin Canyon Quarry A, comté de Logan, Colorado, un nombre très important de carnivores et d'herbivores.